# Lam Cot (Ingin Jaya)
Lam Cot / Lamcot is een dorp in het regentschap Aceh Besar van de provincie Atjeh, Indonesië. Lam Cot telt 272 inwoners (volkstelling 2010).